# Прекъснат полов акт
Прекъснатият полов акт (познат още и като метода на изваждането) е контрацептивен метод, който се характеризира с прекратяване на половия акт, преди да настъпи еякулацията. Практикува се от хетеросексуални партньори при вагинален секс. Това е един от най-старите, но и най-ненадеждни контрацептивни методи.

## Особености
Прекъснатият полов акт се състои в извеждането на половия член извън влагалището на жената преди семеизпразването, като по този начин се цели да се предотврати оплождане. Практикуващите метода го определят като изключително лесен и достъпен, но относно ефективността му статистиките сочат предимно ниски стойности. При правилно изпълнение рискът от забременяване възлиза на едва 4%. В действителност обаче поради редица фактори методът не се прилага перфектно и рискът скача на 22%. В рамките на година при средно от 10 до 38 на 100 жени бива установена нежелана бременност.
Методът не предпазва от полово предавани болести.
Научният термин за процеса е coitus interruptus.